# Knut Korschewsky

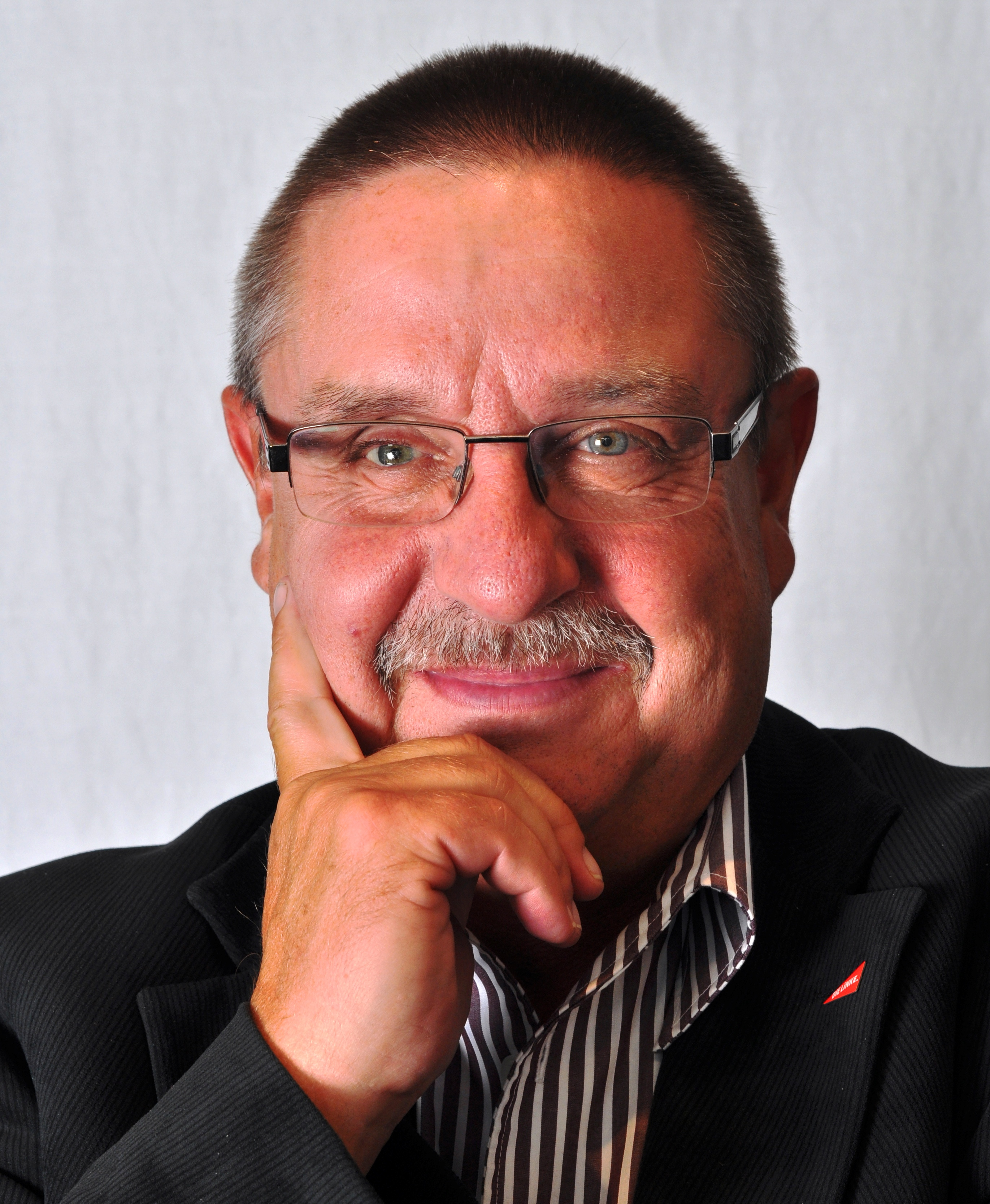
Knut Korschewsky, Mai 2011

Knut Korschewsky (* 21. Dezember 1960 in Seehausen (Altmark)) ist ein deutscher Politiker der Partei Die Linke. Er war von 2009 bis 2024 Abgeordneter im Thüringer Landtag und war von 2006 bis 2013 Landesvorsitzender seiner Partei in Thüringen.

## Werdegang
Korschewsky wurde 1979 Mitglied der SED. Er ist Feinwerktechniker und arbeitete zunächst als Dreher, dann bis 1985 als Schleifer im Feinmessgerätewerk Suhl, einem Außenstandort von Carl Zeiss, und wurde dann dort wissenschaftlicher Mitarbeiter des Betriebsdirektors. 1988/89 besuchte er die Bezirksparteischule in Schleusingen und war dann bis 1990 in der FDJ-Kreisleitung in Suhl tätig.
Nach der deutschen Wiedervereinigung arbeitete er 1990/91 kurzzeitig für den PDS-Stadtvorstand in Suhl; 1992 wurde er Mitarbeiter im PDS-Landesvorstand und schließlich im November 2002 PDS-Landesgeschäftsführer. Am 4. März 2006 wurde er zum Landesvorsitzenden der Linkspartei.PDS gewählt, nachdem der langjährige Vorsitzende Dieter Hausold nicht mehr angetreten war.
Im Juli 2007 wurde Korschewsky beim Vereinigungsparteitag mit der WASG in Gotha mit 78 Prozent als Landesvorsitzender von Die Linke gewählt. Nach der Landtagswahl in Thüringen 2009 erhielt er Ende November bei der Wiederwahl zum Landesvorsitzenden auf dem Landesparteitag in Schleiz 55,8 Prozent der Delegiertenstimmen. Sein überraschend angetretener Gegenkandidat Stanislav Sedlacik erhielt 34,9 Prozent.
In einem Interview am 27. Februar 2009 mit der Thüringischen Landeszeitung sagte er: „Einen Unrechtsstaat DDR hat es für mich nicht gegeben.“
Bei der Landtagswahl in Thüringen 2009 kandidierte er auf Platz 4 der Landesliste seiner Partei und wurde somit erstmals selbst in den Thüringer Landtag gewählt. Er ist sport- und tourismuspolitischer Sprecher seiner Fraktion und vertritt den Wahlkreis Sonneberg. Auch 2014 und 2019 schaffte er über die Landesliste den Sprung in den Landtag.
Zur Bundestagswahl 2013 trat er im Bundestagswahlkreis Sonneberg – Saalfeld-Rudolstadt – Saale-Orla-Kreis als Direktkandidat an, wobei er 26,4 % der Stimmen erhielt. Beim Landesparteitag seiner Partei im November 2013 kandidierte er nicht mehr als Landesvorsitzender; seine Nachfolgerin wurde Susanne Hennig.
Nachdem vier CDU-Abgeordnete ihre Zustimmung zur Auflösung des Landtags verweigert hatten und die wegen ihrer Haltung zum Coronavirus umstrittene FDP-Abgeordnete Ute Bergner ihre Unterstützung des Antrags zugesichert hatte (damit hätten die Regierungsfraktionen und die restliche CDU-Fraktion genau die erforderlichen zwei Drittel der Stimmen erreicht), lehnten Korschewsky und seine Fraktionskollegin Kati Engel ab, für die Auflösung zu stimmen, weil sie weder von der AfD noch von einer Corona-Leugnerin abhängig sein wollten. Die Neuwahl wurde daraufhin am 15. Juli 2021 abgesagt.
Zur Landtagswahl in Thüringen 2024 kandidierte Korschewsky nicht erneut und schied somit aus dem Landtag aus.